# خافيير مرسيدس غونزاليس
خافيير مرسيدس غونزاليس (بالإسبانية: Javier Mercedes González)‏ (24 سبتمبر 1979 بأسونسيون في باراغواي - ) هو مدرب كرة قدم ولاعب كرة قدم باراغواياني في مركز الهجوم. شارك مع منتخب باراغواي لكرة القدم. أما مع النوادي، فقد لعب مع برشلونة جواياكويل وسبورتيفو لوكوينو ونادي ليبرتاد وناسيونال أسونسيون وClub Sport Colombia ‏ وClub Cerro Corá ‏ ونادي غواراني (نادي كرة قدم).

## وصلات خارجية
- خافيير مرسيدس غونزاليس على موقع قاعدة بيانات كرة القدم.إي يو (الإنجليزية)
- خافيير مرسيدس غونزاليس على موقع ناشيونال فوتبول تيمز (الإنجليزية)